# Aniouta (film, 1982)
Pour l’œuvre initiale, voir Aniouta.
Aniouta (Анюта) est un film de ballet paru à la télévision soviétique et produit par Lenfilm en 1982, d'après la nouvelle «Anna sur le cou» de Tchekhov. Il fut réalisé par Vladimir Vassiliev (qui créa la chorégraphie) et Alexandre Bielinsky, également auteur du scénario. la musique fut composée des œuvres de Valery Gavriline (1939-1999), chantre de la musique romantique.

## Distribution
- Ekaterina Maximova : Aniouta
- Vladimir Vassiliev : le père d'Aniouta
- Gali Abaïdoulov : Modeste
- John Markowski : Artynov
- Anatoly Gridine : Son Excellence
- Marat Daoukaïev : l'étudiant